# Den Magiske Kugle
Den magiske kugle er en videnskabsteaterforstilling som handler om fysikken, kemien og biologien bag en ny kræftbehandlingsform. Forestillingen blev opført i alt 11 gange i januar og februar 2007 i Odense.
Teatret blev instrueret af Bent Nørgaard, som til daglig leder Center for Kunst og Videnskab på Syddansk Universitet (SDU) i Odense.
Skuespillerne var forskere og studerende ved SDU i Odense, deriblandt Ole Mouritsen der er professor i fysik .